# فراموشی نوشتن
فراموشی نوشتن پدیده‌ای است که به موجب آن سخنگویان باتجربهٔ برخی از زبان‌های آسیای شرقی، نحوهٔ نوشتن حروف چینی را فراموش می‌کنند در حالی که قبلتر آن را بلد بوده‌اند. این پدیده به طور خاص با استفادهٔ طولانی‌مدت و بیش از حد نوشتن با کیبورد مجازی و لاتین‌نویسی ارتباط دارد. اینکه این موضوع تا چه حد مشکل‌ساز و گسترده است محل بحث است.